# Aversa
Aversa és una ciutat italiana de 56.000 habitants, prop de Nàpols, a la província de Caserta de la regió de Campània.

## Història
Aversa fou a l'edat mitjana un comtat regit per normands, amb seu a la ciutat d'Aversa, prop de Nàpols, i que sota aquest nom va perdurar del 1029 al 1156
- Rainulf Drengot 1029-1045
- Ascletí 1045-1045 (germà)
- Rainulf Trincanocte 1045-1048
- Germà 1048-1049
- Ricard I 1049-1078 (nebot de Rainulf)
- Jordà I 1078-1091 (fill)
- Ricard II 1091-1092 (fill)
- Robert I (regent) 1092-1098 (germà)
- Ricard II (segona vegada) 1098-1105
- Robert I (comte) 1105-1120
- Jordà II 1120-1127 (germà)
- Robert II 1127-1132 (fill)
- Roger 1132 (Roger II de Sicília)
- Guillem 1132-1137 (fill, més tard Guillem I de Sicília)
- Robert II (segona vegada) 1137-1139
- Roger de Sicília (segona vegada) 1139
- Guillem (segona vegada) 1139-1154
- Robert II (tercera vegada) 1154-1155
- Guillem (tercera vegada) 1155-1156

a Sicília el 1156.
El rei Robert I de Nàpols, tancà Bernat i Gilbert de Rocafort al castell d'Aversa en 1308, on moriren de fam.

## Fills il·lustres
La ciutat també és coneguda per ser on va néixer el compositor d'òperes Domenico Cimarosa el 17 de desembre de 1749.